# Monta Ellis
Monta Ellis (Jackson, Misisipi, 26 de octubre de 1985) es un exjugador de baloncesto estadounidense que disputó once temporadas en la NBA. Con 1,91 metros de altura, jugaba en la posición de base, y en ocasiones de escolta.

## Carrera

### High School
Ellis asistió al Instituto Lanier en Jackson, donde fue nombrado Parade Magazine Jugador Colegial del Año 2005, junto con Greg Oden. Antes de optar por dar el salto a la NBA, se comprometió con la Universidad de Misisipi State. Durante sus cuatro años en el instituto promedió 28.9 puntos, 4.9 asistencias, 5.2 rebotes, 3.1 robos y un 43.5% en triples. Su último año fue el mejor, con promedios de 38.4 puntos, 6.8 asistencias, 7.9 rebotes, 4.5 robos y un 48% en tiros de tres.

### NBA

#### Golden State Warriors
Fue seleccionado por Golden State Warriors en el puesto 40 de la segunda ronda del Draft de 2005. A falta de pocos encuentros para que finalizara su primera temporada en la liga, Ellis comenzó a jugar de titular junto con el también rookie Ike Diogu. Ellis estaba considerado uno de los jugadores más prometedores de la liga, aunque preocupaban sus problemas de rodilla.
El 24 de enero de 2007, Ellis anotó la primera canasta ganadora en su carrera, en la victoria por 110-109 ante New Jersey Nets. Días más tarde, fue seleccionado para disputar el Rookie Challenge con el conjunto de los sophomores, partido en el que anotó 28 puntos con un 13/16 en tiros de campo. El 24 de febrero, en cambio, repartió 13 asistencias ante Los Angeles Clippers, máxima en su carrera. Finalmente, como premio a su gran campaña, Ellis recibió el 25 de abril el premio al Jugador Más Mejorado de la temporada, tras promediar 16.5 puntos y meter a su equipo en playoffs, mejorando los 6.8 puntos por partido que promedió un año antes.
El 25 de julio de 2008, Ellis extendió su contrato con los Warriors a 6 años y 67 millones de dólares, convirtiéndose así en el jugador mejor pagado de la franquicia.
El 26 de agosto de ese año, se reveló que Ellis sufría una rotura de ligamentos en la rodilla izquierda, el mánager general Chris Mullin dijo que la había sufrido en un accidente de gimnasio en su casa. Los Warriors consideraron suspender a Ellis por 30 partidos, los mismos que se perdería a causa de su lesión. Regresó en enero de 2009 en un partido contra Cleveland Cavaliers, donde anotaría 20 puntos y 3 asistencias.
Antes de la temporada 2010-11, Ellis se casó con su novia en Memphis, Tennessee.
En octubre de 2010, Ellis anotó 34 puntos en la victoria de los Warriors contra Minnesota Timberwolves. En diciembre anotaría 44 puntos en la derrota contra Houston Rockets. Mientras hacía una sensacional temporada, Ellis se lesionó el tobillo, aunque pudo jugar el siguiente partido contra Los Angeles Clippers.

#### Milwaukee Bucks

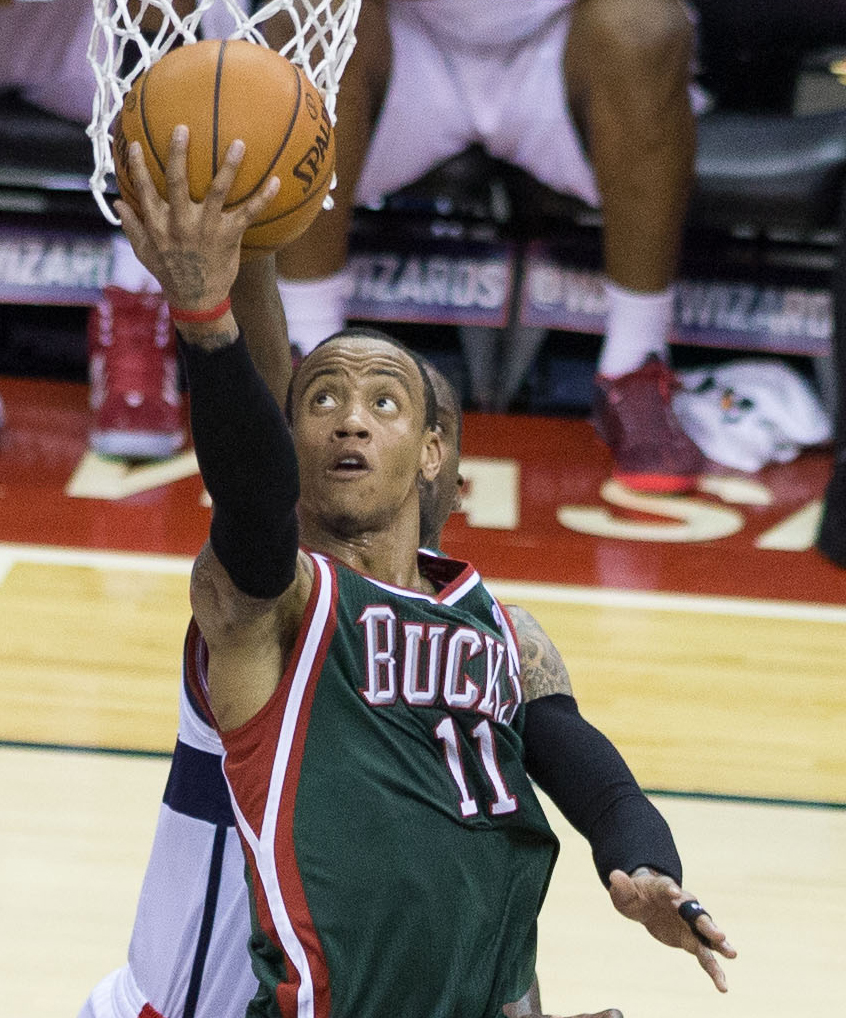
Ellis, con la camiseta de los Bucks en 2013.

El 14 de marzo de 2012, Ellis fue traspasado a Milwaukee Bucks junto con sus compañeros Kwame Brown y Ekpe Udoh a cambio de Andrew Bogut y Stephen Jackson. Ellis debutó justo al día siguiente de su traspaso, y precisamente contra su exequipo, los Golden State Warriors, en el partido de su debut, Ellis anotó 18 puntos junto a 4 rebotes y 4 asistencias.
Pocos días después, Ellis anotó 33 puntos contra Atlanta Hawks, además de 8 asistencias y 4 rebotes.

#### Dallas Mavericks

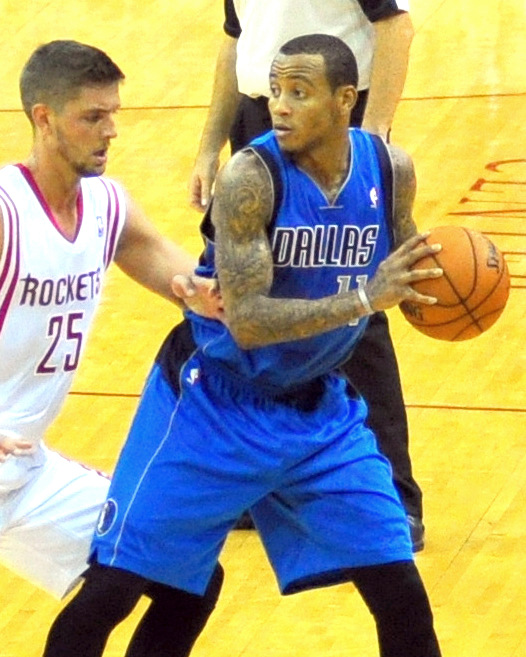
Monta Ellis con los Mavs en 2013.

Después de año y medio en Milwaukee, en julio de 2013 ficha por tres años por los Dallas Mavericks.
Tras su segunda temporada con los Mavs, el 24 de junio de 2015, decide no ejercer su opción de jugador, y se convierte en agente libre.

#### Indiana Pacers
El jueves 2 de julio de 2015, se confirma el fichaje de Monta Ellis con los Indiana Pacers, con un contrato de 4 años y 44 millones de dólares.
Después de dos temporadas, el 6 de julio de 2017, Ellis fue cortado por los Pacers. Pero al quedarle contrato, los Pacers le seguirán pagando hasta la temporada 2021-22.

## Estadísticas de su carrera en la NBA
|  | Líder de la liga |

### Temporada regular
| Año     | Equipo       | PJ  | PT  | MPP  | %TC  | %3P  | %TL  | RPP | APP | ROB | TPP | PPP  |
| ------- | ------------ | --- | --- | ---- | ---- | ---- | ---- | --- | --- | --- | --- | ---- |
| 2005-06 | Golden State | 49  | 3   | 18.1 | .415 | .341 | .712 | 2.1 | 1.6 | .6  | .2  | 6.8  |
| 2006-07 | Golden State | 77  | 53  | 34.3 | .475 | .273 | .763 | 3.2 | 4.1 | 1.7 | .3  | 16.5 |
| 2007-08 | Golden State | 81  | 72  | 37.9 | .531 | .231 | .767 | 5.0 | 3.9 | 1.5 | .3  | 20.2 |
| 2008-09 | Golden State | 25  | 25  | 35.7 | .451 | .308 | .830 | 4.3 | 3.7 | 1.6 | .3  | 19.0 |
| 2009-10 | Golden State | 64  | 64  | 41.4 | .449 | .338 | .753 | 4.0 | 5.3 | 2.2 | .4  | 25.5 |
| 2010-11 | Golden State | 80  | 80  | 40.3 | .451 | .361 | .789 | 3.5 | 5.6 | 2.1 | .3  | 24.1 |
| 2011-12 | Golden State | 37  | 37  | 36.9 | .443 | .321 | .812 | 3.4 | 6.0 | 1.5 | .3  | 21.9 |
| 2011-12 | Milwaukee    | 21  | 21  | 36.0 | .442 | .267 | .764 | 3.5 | 5.9 | 1.4 | .3  | 17.6 |
| 2012-13 | Milwaukee    | 82  | 82  | 37.5 | .416 | .286 | .773 | 3.9 | 6.0 | 2.1 | .4  | 19.2 |
| 2013-14 | Dallas       | 82  | 82  | 36.9 | .451 | .330 | .788 | 3.6 | 5.7 | 1.7 | .3  | 19.0 |
| 2014-15 | Dallas       | 80  | 80  | 33.7 | .445 | .285 | .752 | 2.4 | 4.1 | 1.9 | .3  | 18.9 |
| 2015-16 | Indiana      | 81  | 81  | 33.8 | .427 | .309 | .786 | 3.3 | 4.7 | 1.9 | .5  | 13.8 |
| 2016-17 | Indiana      | 74  | 33  | 27.0 | .443 | .319 | .727 | 2.8 | 3.2 | 1.1 | .4  | 8.5  |
| Total   | Total        | 833 | 713 | 34.8 | .451 | .314 | .772 | 3.5 | 4.6 | 1.7 | .3  | 17.8 |

### Playoffs
| Año   | Equipo       | PJ | PT | MPP  | %TC  | %3P  | %TL  | RPP | APP | ROB | TPP | PPP  |
| ----- | ------------ | -- | -- | ---- | ---- | ---- | ---- | --- | --- | --- | --- | ---- |
| 2007  | Golden State | 11 | 6  | 21.6 | .390 | .111 | .821 | 2.3 | .9  | .9  | .2  | 8.0  |
| 2013  | Milwaukee    | 4  | 4  | 38.0 | .436 | .158 | .375 | 3.3 | 5.5 | 2.5 | .3  | 14.3 |
| 2014  | Dallas       | 7  | 7  | 35.6 | .409 | .353 | .871 | 2.4 | 2.9 | 1.3 | .1  | 20.4 |
| 2015  | Dallas       | 5  | 5  | 39.4 | .468 | .367 | .750 | 3.4 | 5.2 | 2.0 | .6  | 26.0 |
| 2016  | Indiana      | 7  | 7  | 32.1 | .434 | .333 | .800 | 3.9 | 4.3 | 2.1 | .0  | 11.6 |
| 2017  | Indiana      | 4  | 2  | 18.9 | .400 | .250 | .800 | 2.0 | 1.3 | .5  | .3  | 5.5  |
| Total | Total        | 38 | 31 | 29.9 | .427 | .298 | .755 | 2.8 | 3.0 | 1.5 | .2  | 13.7 |

## Logros y reconocimientos
Instituto
- Mr. Basketball USA (2005)
- McDonald's All-American (2005)
- First-team Parade All-American (2005)
- Third-team Parade All-American (2004)
- Mississippi Mr. Basketball (2005)

NBA
- Jugador Más Mejorado de la NBA (2006-07)

### Partidos ganados sobre la bocina
|      | con Golden State Warriors    |
|      | con Milwaukee Bucks          |
|      | con Dallas Mavericks         |
| (PO) | Denota un partido de PlayOff |

| Número | Tiro               | Margen | Resultado | Oponente               | Fecha                  |
| ------ | ------------------ | ------ | --------- | ---------------------- | ---------------------- |
| 1      | Tiro en suspensión | -1     | 109-110   | New Jersey Nets        | 24 de enero de 2007    |
| 2      | Tiro de tres       | Empate | 110-107   | Houston Rockets        | 27 de febrero de 2013  |
| 3      | Tiro en suspensión | Empate | 108-106   | Portland Trail Blazers | 7 de diciembre de 2013 |
| 4      | Tiro en suspensión | Empate | 107-105   | Milwaukee Bucks        | 3 de diciembre de 2014 |